# Tata Steel
Tata Steel est une entreprise indienne spécialisée dans la sidérurgie qui fait partie de l'indice boursier BSE Sensex. C'est un des membres du groupe Tata.

## Historique
Tata Group est un groupe industriel indien fondé en 1868 par une famille parsie. 
En octobre 2006, Tata Steel fait une offre d'acquisition sur Corus pour 4,1 milliards de livres. En novembre, Companhia Siderúrgica Nacional, une entreprise brésilienne, surenchérit sur l'offre, puis en décembre, Tata Steel augmente son offre à 4,7 milliards de livres, et le même mois CSN surenchérit à 4,9 milliards. Finalement en janvier 2007, Tata Steel fait une nouvelle offre à 6,2 milliards de livres, offre qui sera la bonne.
En octobre 2015, Tata Group annonce la suppression de 1 200 postes au Royaume-Uni dans son usine de Scunthorpe, dans un contexte d'autres restructurations importantes dans le secteur de la métallurgie au Royaume-Uni.
En avril 2016, Tata Steel annonce la vente de ses activités européennes spécialisées dans l'acier long, regroupant 4 400 salariés, au fonds d'investissement Greybull Capital. Dans le même temps, Tata Steel a annoncé le démarrage du processus de vente pour ses autres activités au Royaume-Uni, concernant 15 000 salariés.
En septembre 2017, ThyssenKrupp et Tata Steel annoncent la fusion de leur activité d’aciérie en Europe, tout en annonçant en parallèle la restructuration de cette activité avec la suppression de 4 000 emplois. Le siège de cette nouvelle co-entreprise, nommée ThyssenKrupp Tata Steel, détenue à 50-50, se situera aux Pays-Bas. ThyssenKrupp Tata Steel aura 48 000 salariés pour un chiffre d'affaires de 15 milliards d'euros. L'opération est cependant annulée par les autorités de la concurrence européenne.
En mai 2018, Tata Steel annonce l'acquisition pour 5,2 milliards de dollars d'une participation de 72,7 % dans Bhushan Steel, entreprise sidérurgique indienne avec une production de 5,2 millions de tonnes d'acier par an, mais qui est en procédure de faillite.

## Communication
Cette société est très connue dans le milieu échiquéen pour sponsoriser depuis 2011 une de ses plus importantes rencontres annuelles, appelée, depuis 1938, le tournoi de Wijk aan Zee et depuis l'arrivée de ce sponsor, Tata Steel Chess Tournament.